# Sma’ Glen

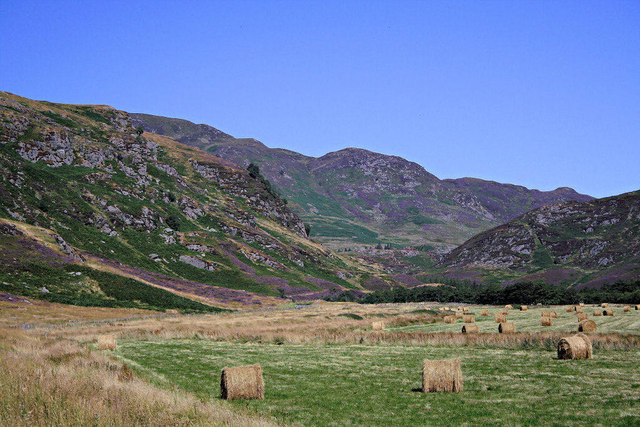
Blick ins Tal von Norden

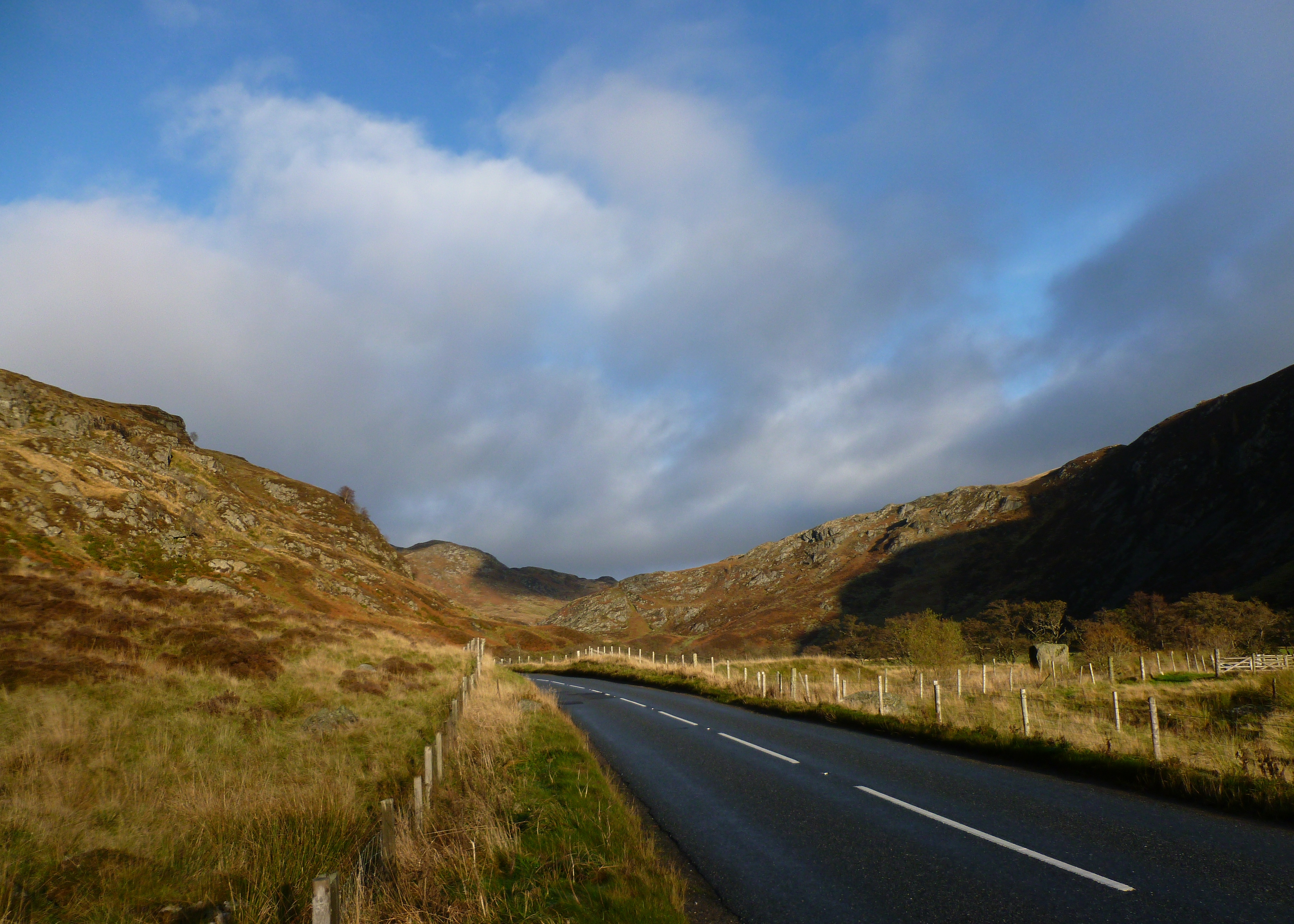
Mittlerer Teil, mit dem Clach Ossian

Das Sma’ Glen ist ein Tal in der Region Perth and Kinross im Norden von Schottland.

## Geographie
Das Sma’ Glen bildet den mittleren, etwa sechs Kilometer langen Teil des Tales Glen Almond, das vom Fluss Almond gebildet wird. Sma’ ist eine Kurzform von Small, was in der englischen Sprache schmal bedeutet, denn sowohl der obere als auch der untere Teil, letzterer auch Strath Almond genannt, sind deutlich breiter. Dort findet sich auch eine Reihe von kleineren Ortschaften im Talbereich. Im Sma’ Glen fehlen sie gänzlich, es ist also unbewohnt. Die nächste größere Ortschaft ist Crieff, etwa 8 Kilometer im Süden.

## Historisch Bedeutsames
Der Bereich des Sma’ Glens wurde, zu Zeiten römischer Aktivitäten in Schottland von deren Truppen aufgesucht, was sich über ein, bei Fendoch archäologisch nachweisbares Fort und eine Signalstation ersichtlich wurde. Unter General Wade wurde das Tal genutzt zum Bau einer Militärstraße, die eine Verbindung zwischen Strath Earn und Strath Tay bildete.
Im Norden des Tales steht mit der Newton Bridge eine Brücke über den Fluss, die als Listed Building der Kategorie B ausgewiesen wurde. Weiter südlich befindet sich mit dem Clach Ossian ein aufgestellter Stein, der in prähistorischer Zeit errichtet und daher 1929 als Scheduled Monument eingestuft wurde.

## Sonstiges
Im Film Chariots of Fire von 1981 wurde im Tal eine Szene gedreht, in der Eric Liddell (gespielt von Ian Charleson) bei einem Rennlauf zu sehen ist, und anschließend den von ihm gewonnenen Preis zeigt.